# Polyosmaceae
Classification APG II (2003)
Famille
Classification APG III (2009)
La famille des Polyosmacées regroupe des plantes dicotylédones ; elle comprend 60 espèces du genre Polyosma (en).
Ce sont des arbres à feuilles opposées que l'on rencontre de la Chine à l'Australie et à la Nouvelle-Calédonie.

Cette famille n'est plus considérée comme valide depuis 2009 et les taxons sont englobés dans Escalloniaceae.

## Étymologie
Le nom vient du genre Polyosma, dérivé du grec πολυ / poly, plusieurs, et οσμ / osm, « odeur ; sentir ; flairer », sans doute en raison des fleurs « odoratissimis » de la plante, c'est-à-dire « très odorantes ».

## Classification
En classification classique de Cronquist (1981), ce genre faisait partie de la famille des Grossulariacées. 
Pour la classification phylogénétique APG (1998) et la classification phylogénétique APG II (2003), la divergence de cette famille se situe au niveau des Campanulidées.
Angiosperm Phylogeny Website (18 août 2009) ne reconnait pas Polyosmaceae et inclut ces espèces dans la famille des Escalloniaceae.
En classification phylogénétique APG III (2009), cette famille est invalide et ses genres sont incorporés dans la famille Escalloniaceae.